# Ӄ
La Ӄ, minuscolo ӄ, detta anche Ka con uncino, è una lettera dell'alfabeto cirillico. Viene usata in hanti ed in čukči per rappresentare la consonante occlusiva uvulare sorda /q/.